# Anne de La Grange-Trianon
Anne de La Grange-Trianon (1632-20 de enero de 1707) fue la esposa de Louis de Buade de Frontenac, dos veces gobernador general de la Nueva Francia. A pesar de no haber estado nunca en Canadá, La Grange desempeñó un papel importante en el desarrollo de la colonia como embajadora de Frontenac en la corte de Luis XIV.

## Biografía
Anne fue hija de Marguerite Blanquet y de Charles de La Grange-Trianon, señor de Neufville. Vivió bajo el cuidado de un familiar en el vecindario de Quai des Célestins, en París, cerca de la familia de Louis de Buade de Frontenac. En algún momento de 1648, La Grange y Frontenac se conocieron y se enamoraron, teniendo ella dieciséis años y él veintiocho. Frontenac era un soldado de carrera de la nobleza menor que ostentaba una posición privilegiada en la corte, mientras que Anne estaba a punto de heredar una considerable fortuna por parte de su madre fallecida. La Grange, descrita como poseedora de una gran belleza y sabiduría, ambicionaba vivir como una cortesana. Tras contraer matrimonio el 28 de octubre de 1648 en la iglesia de St. Pierre aux Boeufs y pese a la oposición de la familia de Anne, la pareja se ayudó mutuamente con el fin de lograr sus propósitos. El padre de Anne, quien desconocía el enlace, hizo los arreglos pertinentes para que su hija fuese enviada a un convento como medida para separarla de Louis, a quien consideraba inapropiado para ella por ser económicamente insolvente. Cuando tuvo conocimiento del matrimonio de Anne en abril de 1649, de Neufville repudió a su hija y juró volver a casarse con el fin de procrear un nuevo vástago que heredase su fortuna.
Pese a estar enamorados al momento de contraer matrimonio, pronto la fuerte personalidad de ambos empezó a causar estragos en la relación. Anne dio a luz a un hijo, François-Louis, en mayo de 1651, separándose poco después de Frontenac. Posteriormente, La Grange entró a formar parte del círculo de Madame Montpensier, nieta de Enrique IV de Francia. Anne gozó del favor de Montpensier por un tiempo, siguiéndola en su exilio y participando en destacados acontecimientos, como la irrupción en la ciudad de Orléans con un grupo de barqueros.
No obstante, al igual que sucedió con su esposo, el fuerte carácter de La Grange pronto empezó a provocar enfrentamientos entre ella y su benefactora. Montpensier empezó a sospechar que Anne estaba conspirando contra ella y su familia, expulsándola finalmente de su corte privada. En consecuencia, La Grange se trasladó a vivir con Frontenac a una casa en una zona rural, fracasando en su intento por volver a ganarse el favor de Montpensier, quien intentó sin éxito que el matrimonio fuese vetado en la corte real, aprovechando ambos para acosarla siempre que tenían oportunidad.
Entretanto, La Grange y Frontenac fueron acumulando una gran cantidad de deudas como consecuencia de su estilo de vida extravagante, teniendo en 1664 una deuda total de 325.878 libras sin contar intereses. En 1672, aún endeudado, Frontenac fue nombrado gobernador general de la Nueva Francia, lo que le permitió impedir la confiscación de sus bienes, si bien hubo rumores que afirmaron que Frontenac había aceptado el puesto para huir de su esposa, quien no lo siguió a la colonia. Pese a la distancia, La Grange y Frontenac se beneficiaron mutuamente en este periodo de tiempo, puesto que el salario de Frontenac era pagado directamente a La Grange, quien a su vez era una fuerte defensora de su esposo en la corte. Frontenac fue asimismo muy cuidadoso a la hora de forjar su leyenda, enviando diarios y anotaciones de sus hazañas a La Grange, quien los hacía circular entre los miembros más influyentes de la corte real.
Durante la etapa de Frontenac como gobernador, su hijo François-Louis murió en combate en Alemania, dejando al matrimonio sin un heredero. Frontenac murió en 1698, muriendo Anne en 1707.